# Donald Norman
Donald Arthur Norman (25 de diciembre de 1935), conocido como Don Norman, es un catedrático, investigador, consultor, autor y conferencista en el campo de la psicología, ciencia cognitiva, la usabilidad y el diseño, estadounidense. Reconocido como uno de los pioneros en el área de Interacción persona-computadora y diseño centrado en el usuario. En el mundo del diseño se le considera como uno de los padres del Diseño de experiencia de usuario dado sus estudios sobre cognición de las personas con herramientas de uso cotidiano. Sus últimas publicaciones se centran en cómo se conjugan las emociones con el diseño, y cómo el buen diseño puede ayudar a mejorar a la sociedad.
Es profesor emérito de ciencia cognitiva y un reconocido autor en temas de ciencia cognitiva y usabilidad. Ha dado clases en varias universidades como la Northwestern University, y la Universidad de California en San Diego donde fundó The Design Lab. Es cofundador de la empresa consultora Nielsen Norman Group. Es miembro de la Academia Nacional de Ingeniería de los Estados Unidos (NAE) y miembro de la junta directiva de Interaction Design Foundation (IxDF). Ha trabajado para empresas como Apple y Hewlett-Packard.

## Carrera
Graduado de la carrera de Ingeniería eléctrica en el Instituto de Tecnología de Massachusetts en 1957. Dos años más tarde, en 1959 consigue la maestría en la misma área de estudios en la Universidad de Pensilvania. A partir de 1960, Norman se dedica a la consultoría, laborando en ocasiones como asistente de instructores, y como profesor en varias escuelas. En 1962 obtiene el título de Doctor en Filosofía en el área de Psicología Matemática, también por la Universidad de Pensilvania.
En 1966 entra a trabajar como profesor asociado en la Universidad de California en San Diego (UCSD), en el departamento de psicología. Más tarde toma el puesto de director de este departamento. Durante estos años hizo varias publicaciones sobre psicología y ciencia cognitiva. En 1979 organiza (junto con Roger Schank, Allan Collins, y otros estudiosos de la psicología) la Sociedad de Ciencia Cognitiva (Cognitive Science Society (CSS)), una organización profesional sin fines de lucro que promueve la ciencia cognitiva como disciplina y fomenta el intercambio científico entre investigadores en diversas áreas de estudio, incluida la lingüística, la antropología, la psicología, la neurociencia, la filosofía, la educación, y más actualmente la inteligencia artificial.
Para 1988, Norman pasa a ser director fundador del departamento de Ciencia cognitiva en la UCSD. Durante estos años comenzaba a adentrarse en el estudio del diseño, específicamente sobre Diseño de interacción, tema que comenzó a abordar más tarde en sus publicaciones en conjunto con el tema de usabilidad. En el año 1993 se retira de la universidad como profesor emérito.
Tras dejar la universidad entra a trabajar a Apple computers, donde toma el puesto de «Arquitecto de Experiencia de Usuario», título creado por él mismo y siendo esta la primera vez que el término «Experiencia de Usuario» se utiliza para un puesto laboral en una empresa. Con el tiempo Norman es nombrado vicepresidente del «Grupo de Tecnología Avanzada de Apple» (Apple Advanced Technology Group (ATG)), al cual también se le conoció como Apple Research Labs (ARL) durante el tiempo que Norman estuvo al frente de este. La misión del grupo era crear tecnologías innovadoras que no tuvieran que ser productos. Los científicos informáticos del ATG tenían la libertad creativa y profesional para impulsar la próxima gran novedad en tecnología de consumo. Norman deja Apple en 1997, después de que Steve Jobs volviera a la compañía y cerrara el departamento de ATG.
En 1998 cofunda junto a Jakob Nielsen el Nielsen Norman Group (NN/g), una firma de consultoría dedicada a mejoras en temas de usabilidad y experiencia de usuario. Norman rige como director de la consultora hasta el año 2019, cuando decide retirarse del puesto. Aunque a la fecha sigue siendo parte de la junta directiva de la firma.
En 2014 Norman regresa a la universidad de California para fundar The Design Lab (El Laboratorio de Diseño). Una organización dentro de la universidad con la intención de crear una comunidad para diseñadores que promueva el pensamiento de diseño (design thinking) y atienda las problemáticas sociales, más que enseñar a los diseñadores a solo crear nuevos productos para el mercado. Norman rige como director del laboratorio hasta diciembre del 2020.
A lo largo de su carrera publicó varios escritos y libros, tanto de psicología como de usabilidad. Desde 2005 a 2019 trabajó como columnista para revistas de diseño como Interior Motives, Interactions, y Core77. También se hizo miembro de la junta directiva de Interaction Design Foundation (IxDF), una organización educativa centrada a la enseñanza del diseño de interfaces de usuario, psicología, experiencia de usuario (entre otros temas); para cuyo portal ha hecho cursos para tomar en línea.
En 2023 se crea el Premio de Diseño Don Norman (DNDA, por sus siglas en inglés - Don Norman Design Award), el cual es un reconocimiento otorgado a proyectos que trabajan para beneficiar a la sociedad a través del diseño centrado en la humanidad. Para el premio se toma como base los estudios de Norman de su libro “Diseño para un Mundo Mejor”.  Norman forma parte de la junta directiva de la organización que otorga el premio.

## Trascendencia

### El diseño de los Objetos Cotidianos
Don Norman se ha convertido en un referente del diseño y la usabilidad gracias a sus publicaciones, de entre las que destacó “The Psychology of Everyday Things” (La Psicología de los Objetos Cotidianos), publicado en 1988, donde analiza el tipo de conocimiento y raciocinio que las personas suelen requerir para el uso de herramientas de uso cotidiano. La obra teniendo la intención de ser una lección de psicología, haciendo importantes anotaciones sobre el diseño de los objetos, terminó llamando la atención de diseñadores de productos, especialmente tras tomar referencias de los autores Bill Moggridge y Bill Verplank en el tema de Diseño de interacción. La obra tendría gran repercusión entre ingenieros en el área de la usabilidad tras la popularización de los ordenadores personales. Tras haber notado esto, en el año 1990, la editorial decide sacar una nueva edición del libro, el cual es una rústica de la antigua edición pero con nuevos prefacios, y cambiando el título por The Design of Everyday Things (El Diseño de los Objetos Cotidianos), ya que les pareció un título más adecuado para el público que se estaba interesando por la obra. Hoy en día el libro es considerado una biblia de estudios de los aspectos cognitivos del diseño y una lectura esencial para diseñadores de interactividad y experiencia de usuario.

### Las Puertas Norman
El concepto de las «Puertas Norman» (Norman Doors) es un término que comenzó a utilizarse entre diseñadores de producto para referirse a lo opuesto de lo que se consideraría un buen diseño, específicamente refiriéndose a las puertas que usamos para entrar o salir a cualquier lugar. En su libro El Diseño de los Objetos Cotidianos, Norman explica como un objeto bien diseñado no atenta contra la naturaleza humana y promueve la discoverabilidad, lo cual consiste en que los usuarios sean capaces de deducir las acciones a realizar para que los objetos funcionen de manera adecuada. Norman ejemplifica esto hablando sobre el diseño de las puertas, diciendo que una puerta (sin candados) no debería obstruir el paso de las personas de ninguna manera. En el momento que tienes dificultades para abrir una puerta se puede deducir que existe una falla de diseño. Las Puertas Norman se evidencian cuando una persona es incapaz de abrir o cerrar una puerta por intuir de manera errónea el modo en que esta se maneja.
El término «Puertas Norman» no nace por parte del autor, sino de sus lectores al querer darle nombre a este concepto sobre “mal diseño” aplicado a las puertas. Aunque en un principio Norman dijo sentirse frustrado de que su apellido se usara para nombrar algo mal diseñado, con el tiempo llegó a aceptarlo, ya que cree que promueve la curiosidad de las personas para aprender más sobre el tema y sobre diseño.

## Galardones
Don Norman ha sido acreedor de muchos reconocimientos a lo largo de toda su carrera, de entre ellos destacan los aquí listados:
- Premio Rigo (2001) por su destacada contribución a lo largo de su vida en el campo de la documentación de usuario, por el Grupo de Interés Especial en Diseño de Comunicación (SIGDOC por sus siglas en inglés)[21]
- Premio a la Trayectoria (2002) por el Grupo Especial de Interés para la Interacción Humano-Computadora (SIGCHI por sus siglas en inglés) de la ACM – La Asociación de Maquinaria Computacional[22]
- Medalla Benjamin Franklin (2006) de Informática y Ciencias Cognitivas, por su desarrollo en el campo del diseño centrado en el usuario.[23]
- Premio Gurú del Diseño (2020) del Instituto de Diseño de la Universidad JK Lakshmipat en Jaipur, India.[24]
- Medalla Sir Misha Black (2021) por «Servicios Distinguidos a la Educación del Diseño».[25]

### Psicología
- Norman, Donald A. (1969). Memoria y Atención: Introducción al Procesamiento de Información Humana (Memory and Attention: An Introduction to Human Information Processing). John Wiley & Sons. ISBN 0471651311.
- Norman, Donald A. (1970). Modelos de la Memoria Humana (Models of Human Memory). Academic Press. ISBN 0125213506.
- Lindsay, Peter H. (Autor principal), Norman, Donald A. (1972). Procesamiento de Información Humana: Una Introducción a la Psicología (Human Information Processing: An Introduction to Psychology). Academic Press. ISBN 0124509509.
- Norman, Donald A., Rumelhart, David E. (1975). Exploraciones en la Cognición (Explorations in Cognition). W.H. Freeman & Company Ltd. ISBN 0716707365.
- Norman, Donald A. (1982). El Aprendizaje y la Memoria (Learning and Memory: A Primer). W.H. Freeman & Company Ltd. ISBN 0716713004.
- Masanori, Okimoto (Autor principal), Norman, Donald A. (2010). Una Estrategia Integral para una Mejor Lectura: Cognición y Emoción (A Comprehensive Strategy for Better Reading: Cognition and Emotion). Kaitakusha. ISBN 4758923094.

### Usabilidad
- Norman, Donald A. (1988). La Psicología de los Objetos Cotidianos (The Psychology of Everyday Things). Basic Books. ISBN 0465067093.
- Norman, Donald A. (1990 y reeditado en 2002). El Diseño de los Objetos Cotidianos (The Design of Everyday Things). Bantam Doubleday Dell Publishing Group. ISBN 0385267746.
- Norman, Donald A. (1993). Las Señales de Giro son las Expresiones Faciales de los Autos (Turn Signals are the Facial Expressions of Automobiles). Basic Books. ISBN 020162236X.
- Norman, Donald A. (1998). El Ordenador Invisible: Por Qué los Buenos Productos Pueden Fracasar, los Ordenadores Personales son tan Complicados y las Aplicaciones Informáticas son la Solución (The Invisible Computer: Why Good Products Can Fail, The PC is so Complex, and Information Appliances the Answer). The MIT Press. ISBN 0262140659.
- Norman, Donald A. (2003). El Diseño Emocional: Por Qué Nos Gustan (O No) Los Objetos Cotidianos (Emotional Design: Why We Love (or Hate) Everyday Things). Basic Books. ISBN 0465051359.
- Norman, Donald A. (2007). El Diseño de los Objetos del Futuro (The Design of Future Things). Basic Books. ISBN 0465002277.
- Norman, Donald A. (2010). Viviendo con la Complejidad (Living With Complexity). Basic Books. ISBN 0262014866.
- Norman, Donald A. (2013). El Diseño de los Objetos Cotidianos, Edición Revisada y Ampliada (The Design of Everyday Things, Revised and Expanded Edition). Basic Books. ISBN 9780465050659.
- Norman, Donald A. (2023). Diseño para un Mundo Mejor: Significativo, Sostenible, Centrado en la Humanidad (Design for a Better World: Meaningful, Sustainable, Humanity Centered). The MIT Press. ISBN 0262047950.

### Otras publicaciones
- Publicación de varios Autores (1981). Perspectivas Sobre la Ciencia Cognitiva (Perspectives on Cognitive Science). Ablex Publishing. ISBN 9780893910716. Capítulos escritos por Norman: ¿Qué es la ciencia cognitiva? (What is cognitive science?); Doce cuestiones para la ciencia cognitiva (Twelve issues for cognitive science).
- Colaboración entre varios investigadores de Estados Unidos, Europa y Japón. Editado por Don Norman y Stephen W. Draper (1986). Diseño de Sistemas Centrados en el Usuario: Nuevas Perspectivas Sobre la Interacción Humano-Computadora (User Centered System Design: New Perspectives on Human-Computer Interaction). Lawrence Erlbaum Associates. ISBN 0898598729.
- Norman, Donald A. (1994). Las Cosas Que Nos Hacen Inteligentes: Defendiendo los Atributos Humanos en la Era de las Máquinas (Things That Make Us Smart: Defending Human Attributes in the Age of the Machine). Basic Books. ISBN 0201626950.